# 6554 Takatsuguyoshida
6554 Takatsuguyoshida este un asteroid din centura principală de asteroizi.

## Descriere
6554 Takatsuguyoshida este un asteroid din centura principală de asteroizi. A fost descoperit pe 28 octombrie 1989 la Kani de Yoshikane Mizuno și Toshimasa Furuta. Asteroidul prezintă o orbită caracterizată de o semiaxă mare de 2,19 ua, o excentricitate de 0,22 și o înclinație de 4,1° în raport cu ecliptica.